# Allgemeine Zeitung (Namibië)
Allgemeine Zeitung is een Namibisch dagblad dat in het Duits verschijnt. Het is het enige Duitstalige dagblad in Afrika. Het blad ontstond in 1916 en is daarmee het oudste dagblad van Namibië.
Het is samen met Republikein en Namibian Sun deel van Democratic Media Holdings. Stefan Fischer is sinds 2004 de hoofdredacteur.
De oplage van het dagblad is 5.000 stuks. De vrijdageditie wordt op 6.000 exemplaren gedrukt, aangezien er net zoals bij alle andere Namibische kranten geen weekendeditie is. Eens per maand wordt er een editie voor toeristen gedrukt met een oplage tot 10.000 stuks.